# العلاقات البرازيلية الفنزويلية
العلاقات البرازيلية الفنزويلية هي العلاقات الثنائية التي تجمع بين البرازيل وفنزويلا.

## مقارنة بين البلدين
هذه مقارنة عامة ومرجعية للدولتين:
| وجه المقارنة                                              | البرازيل | فنزويلا                                  |
| --------------------------------------------------------- | --- | ---------------------------------------- |
| المساحة (كم2)                                             | 8.52 مليون | 916.45 ألف                               |
| عدد السكان (نسمة)                                         | 202.66 مليون | 28.87 مليون                              |
| الكثافة السكانية (ن./كم²)                                 | 23.79 | 31.5                                     |
| العاصمة                                                   | برازيليا، ريو دي جانيرو | كاراكاس                                  |
| اللغة الرسمية                                             | برتغالية برازيلية، Brazilian Sign Language ‏ | اللغة الإسبانية، لغة الإشارة الفنزويلية ‏ |
| العملة                                                    | ريال برازيلي، كروزيرو ريال برازيلي ‏، كروزيرو البرازيلية (1990–1993)، البرازيلي كروزادو نوفو، كروزادو برازيلي، cruzeiro ‏، كروزيرو البرازيلية (1942–1967)، الريال البرازيلي (قديم) | بوليفار فنزويلي                          |
| الناتج المحلي الإجمالي (بليون دولار)                      | 2.06 تريليون | 482.36 مليار                             |
| الناتج المحلي الإجمالي (تعادل القوة الشرائية) بليون دولار | 3.22 تريليون |                                          |
| الناتج المحلي الإجمالي الاسمي للفرد دولار أمريكي          | 8.54 ألف |                                          |
| الناتج المحلي الإجمالي للفرد دولار أمريكي                 | 15.89 ألف |                                          |
| مؤشر التنمية البشرية                                      | 0.754 | 0.762                                    |
| رمز المكالمات الدولي                                      | +55 | +58                                      |
| رمز الإنترنت                                              | .br | .ve                                      |
| المنطقة الزمنية                                           | | 00                                       |

## مدن متوأمة
في ما يلي قائمة باتفاقيات التوأمة بين مدن برازيلية وفنزويلية:
- ترتبط ريو دي جانيرو مع كاراكاس باتفاقية توأمة منذ 1969.
- ترتبط سالفادور مع ماراكاي باتفاقية توأمة.
- ترتبط بلوميناو مع Colonia Tovar [الإنجليزية]‏ باتفاقية توأمة.

## منظمات دولية مشتركة
يشترك البلدان في عضوية مجموعة من المنظمات الدولية، منها:
| علم المنظمة | اسم المنظمة                                                          | تاريخ انضمام البرازيل | تاريخ انضمام فنزويلا |
| ----------- | -------------------------------------------------------------------- | --------------------- | -------------------- |
|             | وكالة حظر الأسلحة النووية في أمريكا اللاتينية ومنطقة البحر الكاريبي ‏ | ?                     | ?                    |
|             | البنك الدولي للإنشاء والتعمير                                        | 14 يناير 1946         | 30 ديسمبر 1946       |
|             | يونسكو                                                               | 4 نوفمبر 1946         | 25 نوفمبر 1946       |
|             | منظمة التجارة العالمية                                               | ?                     | ?                    |
|             | وكالة ضمان الاستثمار متعدد الأطراف                                   | 7 يناير 1993          | 9 مايو 1994          |
|             | الاتحاد البريدي العالمي                                              | ?                     | ?                    |
|             | اتحاد دول أمريكا الجنوبية                                            | ?                     | ?                    |
|             | الاتحاد الدولي للاتصالات                                             | 4 يوليو 1877          | 13 أغسطس 1920        |
|             | مؤسسة التمويل الدولية                                                | 31 ديسمبر 1956        | 28 ديسمبر 1956       |
|             | منظمة الشرطة الجنائية الدولية                                        | ?                     | ?                    |
|             | الأمم المتحدة                                                        | 24 أكتوبر 1945        | 15 نوفمبر 1945       |
|             | ميركوسور                                                             | ?                     | ?                    |
|             | منظمة حظر الأسلحة الكيميائية                                         | ?                     | ?                    |

## أعلام
هذه قائمة لبعض الشخصيات التي تربطها علاقات بالبلدين:
- بيرلا هاناي-جاردين (ممثلة أمريكية، 2 مايو 1997 – )

## وصلات خارجية
- موقع وزارة الخارجية البرازيلية
- موقع وزارة الخارجية الفنزويلية